# 사도와라역
사도와라역(일본어: 佐土原駅 사도와라에키[*])은 일본 미야자키현 미야자키시에 있는 철도역이다.

## 타는 곳
| 1 | ■ 닛포 본선 | (하행) | 미야자키 방면                                   |
| 2 | ■ 닛포 본선 | (상행) | 다카나베・노베오카・오이타・고쿠라・하카타 방면 |
| 2 | ■ 닛포 본선 | (하행) | 미야자키・미야자키 공항 방면                    |